# دانشگاه اکسلسیور
دانشگاه اکسلسیور (به انگلیسی: Excelsior University) یک دانشگاه آنلاین خصوصی در آلبانی، نیویورک است. این دانشگاه مقاطع کارشناسی و کارشناسی ارشد را ارایه می‌دهد و شامل سه دانشکده است: دانشکده مطالعات کارشناسی، دانشکده تحصیلات تکمیلی و دانشکده پرستاری. این دانشگاه عمدتا از طریق برنامه های آموزش از راه دور به دانشجویان شاغل بزرگسال کمک می‌کند.

## لینک های خارجی
- وبگاه رسمی